# Porsche 911 GT1
Porsche 911 GT1 — гоночний автомобіль, розроблений для участі в 24-годинній гонці в Ле-Мані в класі GT1, а також створена на його основі дорожна модифікація. На відміну від моделей 911 GT2 і 911 GT3 GT1 не була розроблена на основі серійного дорожнього автомобіля, а тільки побудована обмеженим тиражем омологована версія гоночного авто пристовована для дорожнього використання.
Дизайн був заснований значною мірою на основі 911 типів 993 і 996.
Конструкцією автомобіль нагадував частково серійний Porsche 993 і гоночний Porsche 962, будучи при цьому не стільки дорожним автомобілем, переробленим для автоперегонів, скільки власне гоночним автомобілем початково. Двигун — 6-циліндровий з подвійним турбонаддувом і потужністю 544 к. с. (600 к. с. в гоночному варіанті), що дозволяло розвивати автомобілю максимальну швидкість 310 км/год (330 км/год в гоночному варіанті). На 911 GT1 встанавлювалась механічна 6-ступінчата секвентальна коробка передач типу G96/80. Кузов виготовлявся із вуглепластиків.

## Дорожня версія

### Результати випробувань
У 1997 році німецький журнал Auto Motor und Sport опубліковав результати випробувань версії Porsche 911 GT1, випущеної в тому ж році. Крім максимальної швидкості 308 км/год, автомобіль продемонстрував наступні результати:
- Розгін від 0 до 50 км/год: 2,1 с
- Розгін від 0 до 100 км/год: 3,9 с[2]
- Розгін від 0 до 130 км/год: 5,4 с
- Розгін від 0 до 160 км/год: 7,1 с
- Розгін від 0 до 180 км/год: 8,8 с
- Розгін від 0 до 200 км/год: 10,5 с[7]
- Розгін від 0 до 250 км/год: 17,4 с
- Час для подолання відстані 400 м: 11,6 с
- Час для подолання відстані 1 км: 20,7 с
- Гальмівний шлях при гальмуванні зі 100 км/год: 36 м
- Гальмівний шлях при гальмуванні зі 200 км/год: 130,8 м

На основі проведених в 2003 році тестів цей же журнал опубліковав наступні результати швидкісних випробувань:
- Максимальна швидкість: 310 км/год
- Витрата палива: 17,2 л на 100 км
- Розгін від 0 до 200 км/год: 10,5 с
- Прискорення під час гальмування із 100 км/год: −10,7 м/с²
- Прискорення під час гальмування із 200 км/год: −11,8 м/с²
- Гальмівна потужність під час руху на швидкості 300 км/год і від'ємного перевантаження в 1,5 G: еквівалент 2000 к. с.

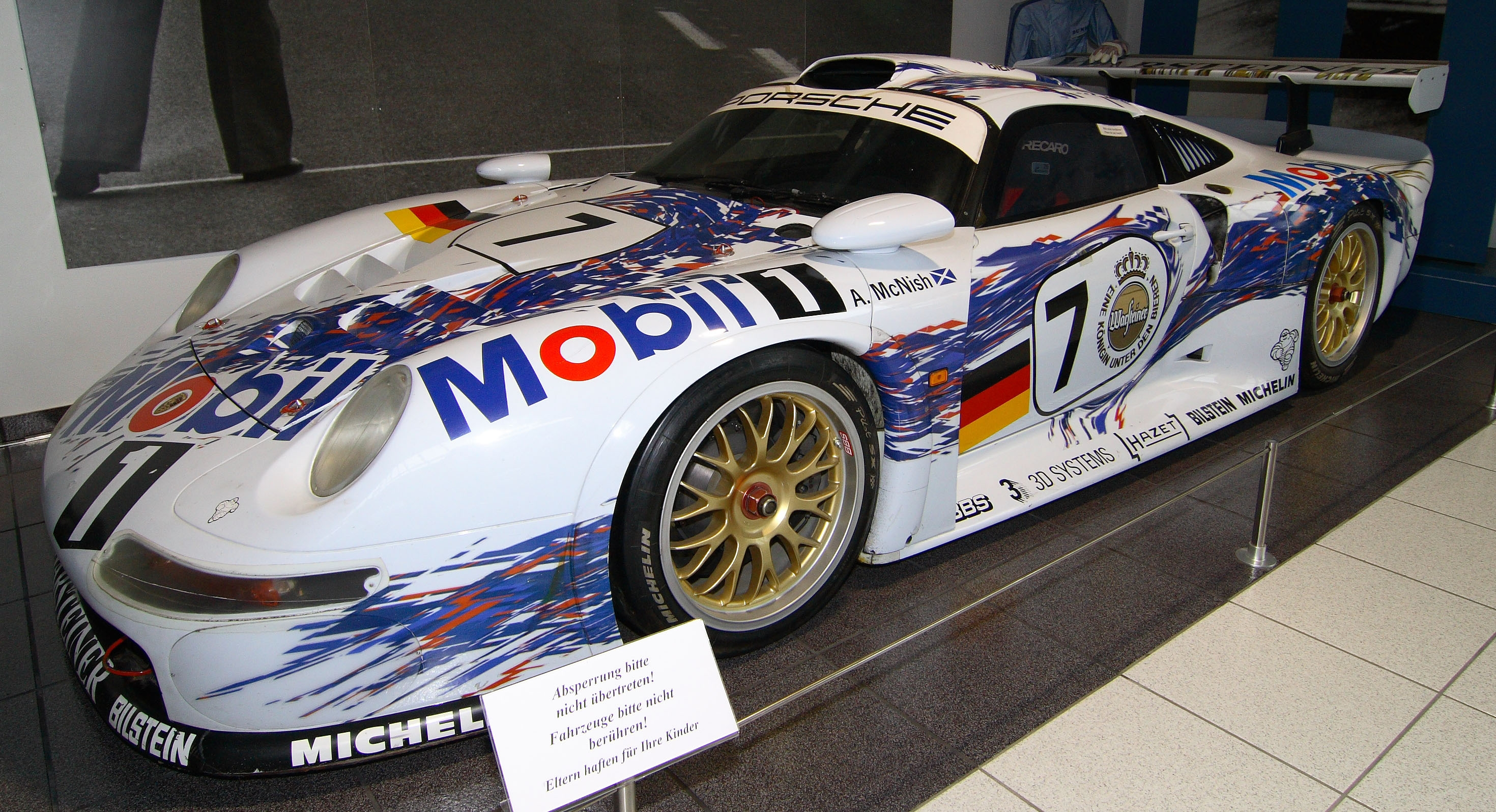
Гоночна модель Porsche 911 GT1 1996 року
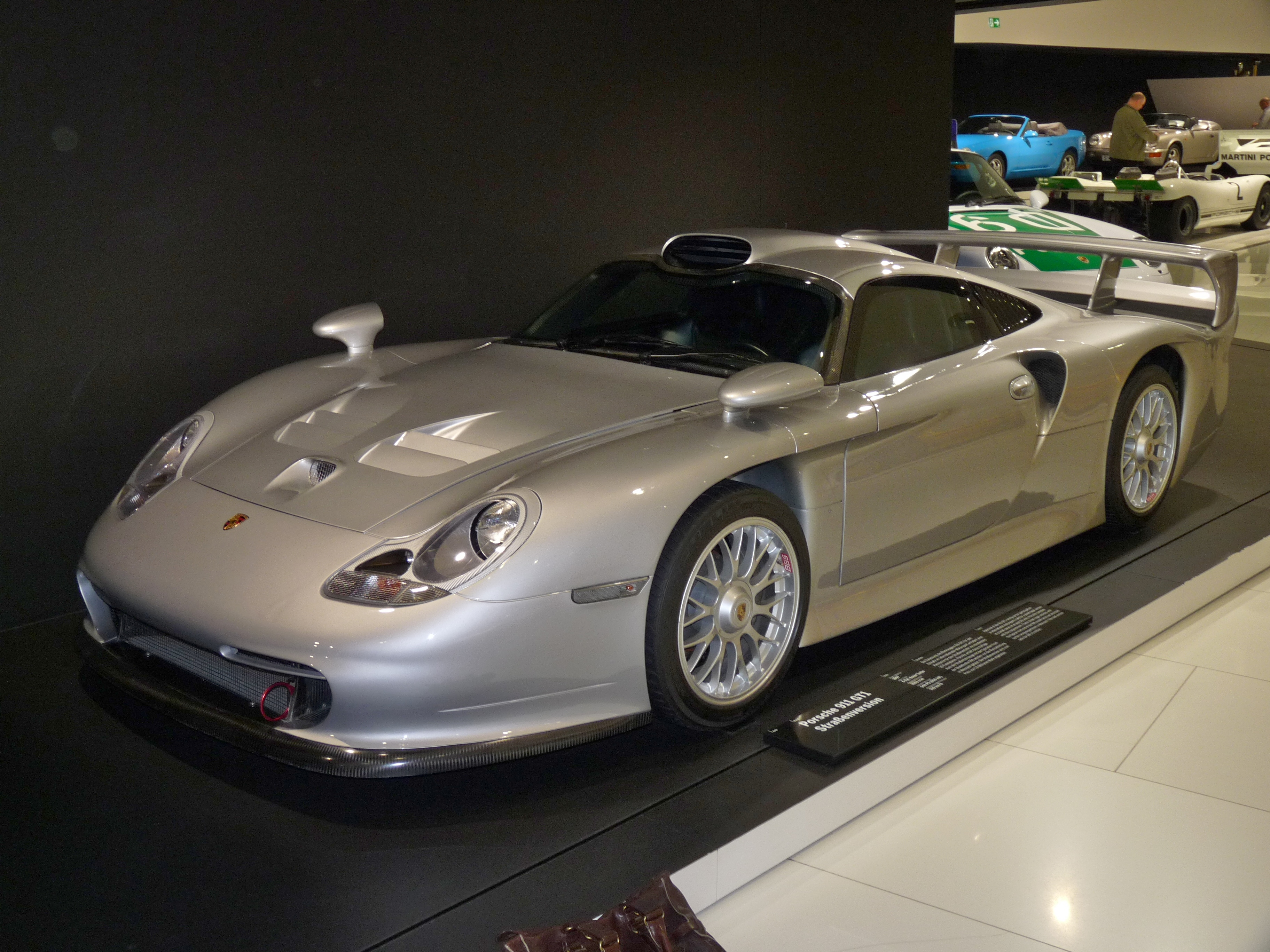
Дорожня версія 911 GT1 Evo в музеї Porsche
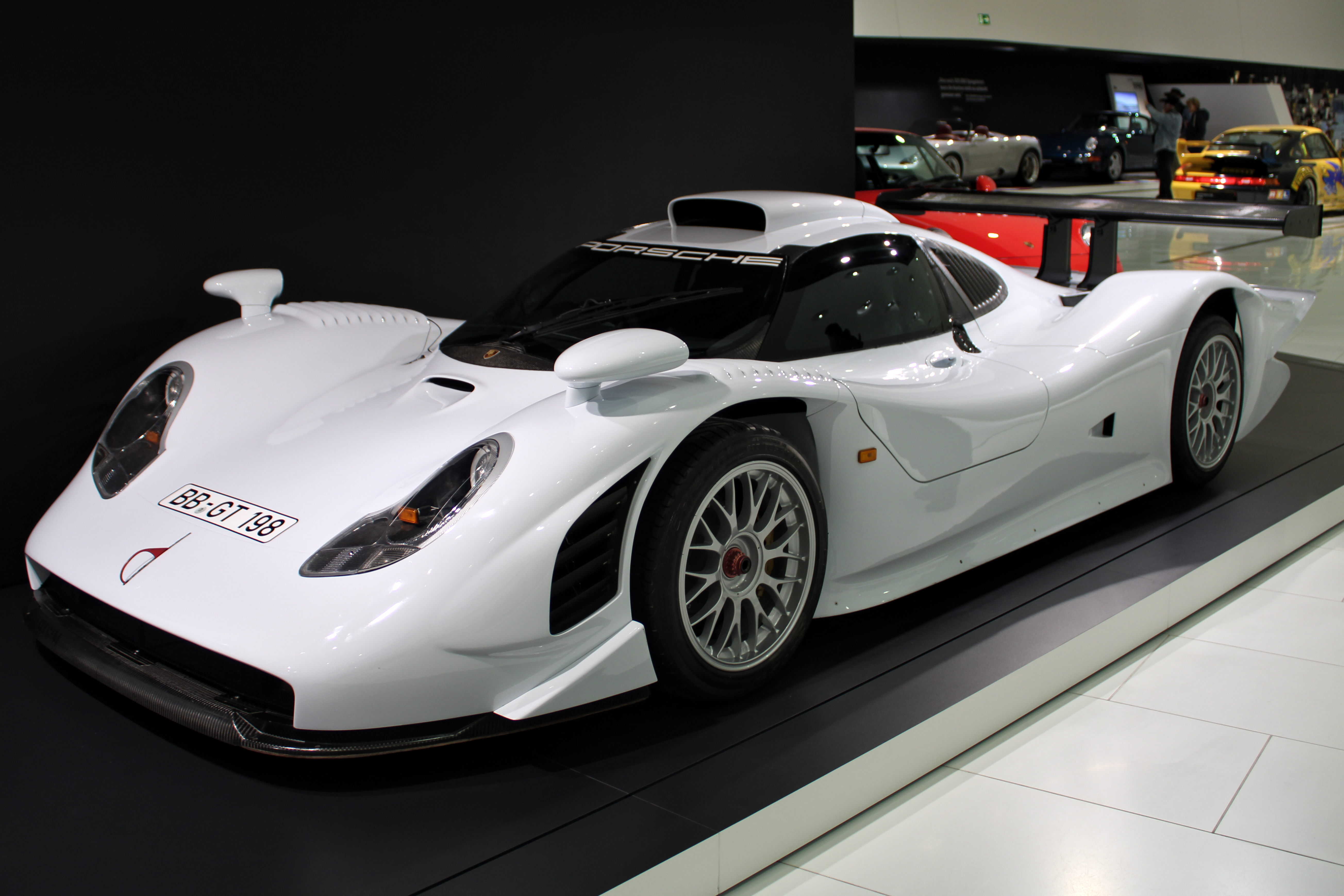
Дорожня версія 911 GT1-98

## Двигуни
- 3200 см³ Porsche M96/80 H6 twin-turbo 600 к.с. 600 Нм 911 GT1 (1996)
- 3163 см³ Porsche M96/80 H6 twin-turbo 544 к.с. 600 Нм 911 GT1 Evo (1997)
- 3220 см³ Porsche M96/80 H6 twin-turbo 550 к.с. 630 Нм 911 GT1 ’98 (1998)
- 3163 см³ Porsche M96/80 H6 twin-turbo 544 к.с. 600 Нм дорожна версія 911 GT1(1997)